# Amerikanska Jungfruöarna i olympiska sommarspelen 1972
Amerikanska Jungfruöarna deltog med 16 deltagare vid de olympiska sommarspelen 1972 i München. Ingen av landets deltagare erövrade någon medalj.